# Außenhandelsvereinigung des Deutschen Einzelhandels

Logo

Die Außenhandelsvereinigung des Deutschen Einzelhandels e.V. (AVE) ist die Spitzenorganisation der importierenden Einzelhändler in Deutschland. Sie wurde 1952 in Köln gegründet und hat ihren Sitz 2015 nach Berlin verlegt. Die AVE vertritt die außenwirtschaftlichen Interessen des deutschen Einzelhandels, der im Rahmen seiner weltweiten Einkaufspolitik auf eine reibungslose Einfuhr von Konsumgütern aller Art angewiesen ist. Darüber hinaus engagiert sich die Vereinigung für die Einhaltung von Sozial- und Umweltstandards in der internationalen Lieferkette und in den Lieferländern.

## Mitglieder
Zu den Mitgliedern der AVE gehören international agierende deutsche Handelsunternehmen mit einem jährlichen Gesamtumsatz von rund 230 Mrd. Euro, die zu den Marktführern ihrer Branche gehören und auch im Bereich Unternehmensführung und Nachhaltigkeit Standards setzen. Darüber hinaus zählt die AVE Verbände aus Handel, Mittelstand und dem Textilsektor zu ihren Mitgliedern.

## Organisation
Präsident ist seit 2021 Tobias Wollermann, Leiter des Direktionsbereichs Corporate Responsibility der Otto Group. Daneben besteht das Präsidium aus Thomas Glanzer (Schwarz Corporate Solutions) und Michael Reidick(C&A-Gruppe).
Im September 2017 hat der Handelsverband Deutschland (HDE) die Geschäftsführung der AVE übernommen. Die operative Geschäftsführung besteht aus Stefan Genth (Hauptgeschäftsführer des HDE) sowie Stephan Tromp (stv. Hauptgeschäftsführer des HDE). Die Kooperation beider Verbände erfolgte unter der Zielsetzung, eine noch wirkungsvollere Vertretung der Branche zu außenwirtschaftlichen und handelspolitischen Themen zu ermöglichen sowie die Aktivitäten zur Erreichung von nachhaltigen Lieferketten zu bündeln.

## Aufgaben
Als Stimme des importierenden Einzelhandels in Deutschland zu handelspolitischen Fragen sowie des Zoll- und Außenwirtschaftsrechts nimmt die AVE die Vertretung der Brancheninteressen auf nationaler Politikebene gegenüber der Bundesregierung und dem Deutschen Bundestag wahr. Insbesondere zum Bundesministerium für Wirtschaft und Klimaschutz (BMWK), zum Bundesministerium für wirtschaftliche Zusammenarbeit und Entwicklung (BMZ) und zum Auswärtigen Amt (AA) bestehen enge Kontakte.
Zudem ist die AVE ein Trägerverband des Ost-Ausschuss der Deutschen Wirtschaft, der die Interessen deutscher Unternehmen in Osteuropa vertritt und bringt ihre Expertise im Bereich Importförderung im Fachbeirat des Import Promotion Desk (IPD) ein. Daneben engagiert sich die AVE in verschiedenen Ausschüssen und wirkt hier unter anderem an der europapolitischen Arbeit der Bundesvereinigung der Deutschen Arbeitgeberverbände (BDA) mit.

## Kernthemen

### Handels- und Zollpolitik
Die AVE spricht sich für eine liberale Handelspolitik der Bundesrepublik Deutschland und der Europäischen Union aus. Sie lehnt im Sinne ihrer Mitglieder tarifäre und nichttarifäre Handelshemmnisse ab und fördert Bemühungen zu einem weiteren Ausbau des liberalen Welthandels. Man hebt die volkswirtschaftliche Bedeutung der Importe hervor und sieht Importe als einen wichtigen Garanten für die hohe Kaufkraft und das günstige Preisniveau in Deutschland und damit als eine wesentliche Grundlage des Wohlstandes. Auch in den Lieferländern träge Import zu Wohlstand bei.

### Soziale und ökologische Verantwortung in der internationalen Lieferkette
Zu diesem Zweck hat die AVE bereits 2003 die Business Social Compliance Initiative (BSCI) gegründet, eine Brancheninitiative des Handels zur Verbesserung von Sozialstandards in globalen Lieferketten.
Außerdem ist die AVE Mitglied im 2014 gegründeten Bündnis für nachhaltige Textilien, einer Partnerschaft von rund 150 Unternehmen, Verbänden, Nichtregierungsorganisationen, Gewerkschaften und Standardorganisationen sowie der deutschen Bundesregierung. Die Akteure haben sich 2014 zusammengeschlossen, um gemeinsam Verbesserungen entlang globaler Wertschöpfungsketten in der Textilindustrie durchzusetzen.
AVE ist ein aktives Mitglied in der Qualitätsgemeinschaft cads.